# Pedro Castelli
Pedro Castelli (Buenos Aires, 1796 - Dolores, provincia de Buenos Aires, noviembre de 1839) fue un militar argentino que participó en las guerras civiles argentinas y murió encabezando la revolución de los Libres del Sur contra el gobernador de la Provincia de Buenos Aires, Juan Manuel de Rosas.

## Carrera militar
Era hijo de Juan José Castelli, miembro de la Primera Junta de gobierno de las Provincias Unidas del Río de la Plata, y de María Rosa Lynch, dama porteña perteneciente a una familia de origen irlandés.
Se enroló en 1812 en el Regimiento de Granaderos a Caballo, y su bautismo de fuego fue la Combate de San Lorenzo, acción por la cual fue ascendido a teniente. Pasó luego como capitán al batallón de Cazadores a revistar en el segundo Sitio de Montevideo, que llevaron a cabo los revolucionarios hasta la capitulación por los realistas en 1814. Por corto tiempo estuvo al mando de una pequeña embarcación en el puerto de esa ciudad.
Marchó con el coronel Miguel Estanislao Soler a reprimir a los federales de José Artigas en la Banda Oriental, para después unirse a la expedición de Ignacio Álvarez Thomas contra Santa Fe; en la sublevación de Fontezuelas, fue uno de los firmantes del acta de desconocimiento de la autoridad del Director Supremo Carlos María de Alvear, que fue el primer paso hacia la caída de éste y el encumbramiento de Álvarez Thomas en su reemplazo.
Ese mismo año acompañó a Juan José Viamonte como capitán de los Granaderos a Caballo, en su expedición contra Santa Fe. Al ser vencidas las fuerzas de Viamonte por Mariano Vera, fue remitido prisionero al campamento de Artigas, junto con su jefe y muchos otros oficiales.
Reincorporado al ejército, volvió a marchar varias veces contra Estanislao López y Francisco Ramírez, caudillos de Santa Fe y Entre Ríos. No consta que haya combatido en la batalla de Cepeda, aunque es bastante probable.
Más tarde participó de las campañas del coronel Federico Rauch contra los indígenas del sur de la frontera sur de la Provincia de Buenos Aires, hasta ser dado de baja del ejército en 1823, con el grado de coronel.
Se desempeñó como administrador de la estancia "La Esperanza", en el sur de la provincia de Buenos Aires, y luego adquirió, con alguna ayuda de amigos, una estancia en la zona del Volcán, hoy partido de Balcarce. No participó de la política provincial entre 1824 y 1839, pero no dejó de manifestar sus simpatías unitarias. En la época de la revolución de diciembre de 1828, ejerció como contacto con el gobierno de Juan Lavalle.

## Los Libres del Sur
En 1838, la flota francesa bloqueó los puertos del Río de la Plata por desavenencias políticas con el gobernador porteño Juan Manuel de Rosas. El bloqueo provocó la interrupción de las exportaciones de carne, causando graves problemas económicos a los ganaderos. La intransigencia de Rosas provocó que algunos ganaderos lo culparan de su situación y, ayudados por algunos jóvenes rebeldes y unitarios, conspiraran para derrocarlo.
En los últimos días de octubre de 1839, se pronunciaron públicamente en Dolores, y formaron rápidamente un ejército formado por gauchos del campo, cuya única experiencia militar era la lucha contra los indígenas.
Los revolucionarios, posteriormente denominados Libres del Sur, nombraron a Castelli jefe militar de ese ejército, dado que era el estanciero que más tropas había logrado reunir. En la práctica, se dedicó a la política y a la redacción de proclamas, mientras la organización militar quedaba en manos de los coroneles Ambrosio Crámer y Manuel Leoncio Rico.
Esta sublevación debía coincidir con el complot de Ramón Maza en Buenos Aires, y con el desembarco de Lavalle en la zona del Tuyú. Pero pronto las cosas empezaron a andar mal: la conjuración de Maza fue descubierta, su jefe ejecutado, y su padre, el exgobernador Manuel Vicente Maza, asesinado en su despacho de la legislatura provincial.
Para empeorar todo, Lavalle faltó a la cita, aceptando en cambio la invitación a invadir Entre Ríos. Terminaría recorriendo el país entero, de derrota en derrota, hasta terminar muerto de un balazo casual en San Salvador de Jujuy.

## Batalla de Chascomús y muerte
Los Libres del Sur quedaron librados a sus propias fuerzas, y encerrados de tal forma que no podían esperar escapar. Los revolucionarios tenían a todo el ejército de Rosas al norte, y los "indios amigos" al sur. Habían reunido dos mil hombres en Dolores, y otros mil en Chascomús. Avanzaron hacia la segunda de estas ciudades, y acamparon junto a la Laguna de Chascomús. Allí fueron atacados en la madrugada del  7 de noviembre de 1839 por los coroneles Prudencio Rosas y Nicolás Granada. La batalla de Chascomús fue una completa victoria de los federales rosistas. 
La mayor parte de los gauchos se entregaron a los vencedores, y en las filas de los derrotados hubo casi cien muertos, entre ellos el coronel Crámer. Pero algo menos de mil hombres lograron huir hacia Dolores, guiados por Rico y Castelli. Mientras Rico avanzaba rápidamente hacia el puerto del Tuyú, donde lo vendría a buscar la flota francesa y lo trasladaría a unirse al ejército de Lavalle, Castelli se retrasó por causas desconocidas, acompañado solo por un ayudante. Fue sorprendido y muerto junto a la Laguna del Durazno, no muy lejos de Dolores.
Su cabeza fue cortada y colocada en lo alto de una pica en la plaza central de Dolores, donde permaneció hasta fines de la década de 1840. Se dijo que cayó de allí una noche de tormenta, y que fue recogida por una mujer de color, que la escondió hasta la caída del régimen de Rosas. 
Pocos años después, en el mismo lugar se alzó un obelisco que recuerda a Castelli y a sus compañeros.